# 暴走看啥片儿
暴走看啥片，是网络脱口秀节目《暴走大事件》的衍生节目，第一季主要是对电影点评，而第二季仿照诚实预告片以预告片形式对电影进行吐槽，第三季在结尾增加了近期电影推荐。2018年12月29日《暴走看啥片》更新此系列最后一期视频，此后永久停更。